# 1001 (漫画)
『1001』（ナイツ、KNIGHTS）は、杉崎ゆきるによる日本の漫画。『月刊Asuka』（角川書店）2012年8月号から2017年11月号まで不定期に連載された。単行本は全10巻。
『千夜一夜物語』を基とした作品。

## あらすじ
全く似ていない双子の兄弟、七糸（ナイト）と勇高（ユタ）は、7年前に失踪した父親の手がかりを探すために、家業の探偵事務所を継いでいた。父親からの生存の証だった生活費の振り込みが途絶えて間もなく、父の仕事仲間のアーサーが2人の元を訪れ、彼らが所属する某組織の本部があるドバイへと共に向かう。

## 用語
亡霊の星
地球とぶつかった時に粉々に吹き飛んだと思われていたが、ある地点（ポイント）に深く繋がって、姿なき形を得た。そのポイントは不安定なため、封を成すためにタワーが建てられた。星と星を行き来する扉（トランジットゲート）を「イフタム」と呼ぶ。
刻印
亡霊の星が地球とぶつかった時に散らばったかけらが人々に取り付いたもの。刻印を持つ者は地球と星を行き来する「エージェント（星の刻印者）」と認められる。七糸は左肩に、勇高は右肩に刻印を持つ。
フェディナ、ジャッハー
亡霊の星にある、常に戦争状態にある2国。
同日同時刻に両国に世継ぎが生まれた場合、魔族の邪視に魅入られると、均衡を保っていた両国の力が崩れ、互いに滅ぼし合い、後には何も残らないという言い伝えがあった。ラディーヤの子サイフが邪視に選ばれ、ラディーヤは母として、国と子供の運命を代価にサイフを生かす道を選んだ。全てを失ったラディーヤは、魔法使いから貰っていた小さな魔力により生かされ、常に「何か」を必要とする体になってしまった。「何か」とは、誰かの生命という「話」で一夜を生きながらえるという、彼女の意志とは関係ない呪縛をかけられた。
イサレフ
地理的にはジャッハーに近いが、フェディナに協力してきた。
王族は王族の手でしか殺すことが出来ず、病気になろうとも、体が動かなくなろうとも死ぬことはできない。王家に伝わる慣習として、王家の血を継いだ王子の正式な妻が、王位を継承する子を宿した時、幼く弱い子を守るために自らの手で夫の命を絶ち、子が成長するまで夫の力を得ることで国王となるというものがある。
アソルトが生まれた時、国が不安定で、ジャッハーの兵らにアソルトの命が狙われたことがあり、妃は夫を殺さず、第二子となるザムルを産んだ。そのことが呪いに反するとされ、妃は砂像に姿を変えられた。

## 登場人物

### 主要人物
風雅 七糸（ふうが ないと） / アルニラム
本作の主人公。高校2年生。7年前に父親が失踪し、その手がかりを探すために家業の風雅探偵事務所を弟と継いだ。優しく純粋な性格。仕事は主に探し物専門。可愛い容姿で身長165cmと勇高と比べると小柄で物腰も柔らかいため、ドバイや亡霊の星ではよく女性に間違えられる。幼い頃に父親から日記帳を贈られる。痛みのある場所などに額をつけて「痛いの痛いの飛んでけ」というと、痛みが治まる。
スーク（市場）で偶然見つけ購入した古びたカーペットが実は魔法のじゅうたんで、七糸を守るために動く。
その正体はフェディナの王女アルニラムが転生した姿。
風雅 勇高（ふうが ゆた） / サイフ
七糸の双子の弟。可愛らしい顔立ちで小柄な七糸と違って強面で長身、言葉遣いも荒く、口より先に手が出るタイプ。事務所では体育会系の仕事を受ける。幼い頃に父親から手袋をもらった。
その正体はジャッハーの王子サイフが転生した姿。七糸と性格も容姿もあまり似ていないのはそのせいである。サイフは、母を生きながらえさせるために一夜に一人ずつ殺戮していった。七糸と異なり前世の記憶を持ち、彼とアルニラムを同一視している節がある。
ルバイヤート
七糸を主と呼ぶ魔神（ジンニー）。「縛られた魔神」と呼ばれる。七糸を愛しており、彼に危害を加える者には魔法を使った制裁を下す。アルニラムとは恋人同士だった。一般常識を持ち合わせていない上に強引かつ理不尽なところが目立ち、主に七糸が被害に遭う。
アルフ・ライラア
七糸と勇高を星へ連れてきた魔神。ルバイヤートを敵視する。勇高を唆し殺戮を強要しているが、本人には「俺はお前を真っ先に殺したくてたまんねえよ」と言われるほど忌み嫌われている。

### 地球
風雅 森羅（ふうが しんら）
七糸と勇高の父親。毎月同じ日に別の場所から生活費を振り込んでいたが、行方不明になる。七糸に日記帳を勇高に手袋を贈る。
アーサー・エイシェンコ
森羅の仕事仲間。主にヨーロッパで探偵をしている。七糸と勇高の保護者代わり。

### 亡霊の星
アソルト
イサレフ国の国王。砂漠で彷徨っていた七糸を助ける。弟のザムルと入れ替わっていたが、七糸のおかげで呪いが解けた後は、母と弟と民を支える決意をする。七糸を女性と思い込み、彼に惚れている。そのため、ルバイヤートと恋敵であり、七糸の悩みの種になっている。
ザムル
イサレフ国の王子。王位継承者の兄アソルトの身代わりに入れ替わっている。バシムに操られ、アソルトを刺したことで呪いが解け、国王となる。事件後、兄と和解した。
シャクトー
ザムルに仕える奴隷の女。アソルトに惚れており、彼を慕っている。その反面、尊大な性格のザムルを嫌っている。たくさんのいとこがいる。
ズバン
シャクトーの弟。アソルトに仕える奴隷。七糸を女の子と勘違いして惚れていたが、彼が男だと知った瞬間失恋に終わった。姉同様、尊大なザムルを嫌っている。
ラディーヤ
ジャッハーの王女。サイフの母。
サビアス
ラディーヤの孤独を癒やした唯一無二の親友。実はフェディナの王女で、アルニラムの母。
ウルダン・ソロ・サイヤー
フェディナ王立軍近衛隊長。屈強な体格の大男。サビアスの兄。ルバイヤートに振り回されている。
エンダ
ウルダンの魔神。ぐうたらで酒好き。ルバイヤートに振り回されている。
バシム
アソルトとザムルの叔父。魔族と闇の契約を交わし、国を滅ぼすため、ザムルにアソルトへの憎しみを植え付ける。七糸にその企てを暴かれた時に逆上し、彼に襲い掛かるがルバイヤートに倒された。
ジルク・ザイバック
強欲な大商人。手に入れたいものはどんな手を使っても手に入れる。
バーチェ
ジルクの娘。「未契約の瞳」の持ち主であり、オッドアイの目にはある種の魔力が宿っている。
バドス
ウルダンの弟。眼鏡をかけている。一族で唯一、魔神を持っておらず、魔造人を作ろうとしている。
ルーフ・ヴォールドーア
魔獣と巨族（マリッド）の混血。市場でバーチェに助けられ、彼女を好きになる。
カジド
アルフ・ライラアに仕える。
歌奴（アルマー）
アルフ・ライラアに仕える。
ルミナラ
ザイバック家に仕える奴隷。シャクトーのいとこ。
オトバー
サビアス、ウルダンの弟。魔神たちの策略により、ブドゥル姫に一目惚れし、そのまま結婚した。
ブドゥル姫
ダマスカスの王国。魔神たちの策略により、オトバーに一目惚れし、そのまま結婚した。

## 書誌情報
- 杉崎ゆきる 『1001（ナイツ）』 角川書店〈ASUKAコミックスDX〉、全10巻
  1. 2012年10月26日発行、ISBN 978-4-04-120513-6
  2. 2013年02月26日発行、ISBN 978-4-04-120658-4
  3. 2013年06月26日発行、ISBN 978-4-04-120753-6
  4. 2013年11月26日発行、ISBN 978-4-04-120896-0
  5. 2014年06月26日発行、ISBN 978-4-04-121130-4
  6. 2014年12月26日発行、ISBN 978-4-04-102564-2
  7. 2015年08月26日発売、ISBN 978-4-04-103299-2
  8. 2016年02月26日発売、ISBN 978-4-04-103767-6
  9. 2017年01月26日発売、ISBN 978-4-04-105337-9
  10. 2017年11月24日発売、ISBN 978-4-04-106329-3